# Famille Albrizzi (Lombardie)
 (mai 2015).
Pour les articles homonymes, voir Albrizzi.
La famille Albrizziest une famille noble, de Bergame et de Côme, et installée à Venise au XVIe siècle.

## Histoire

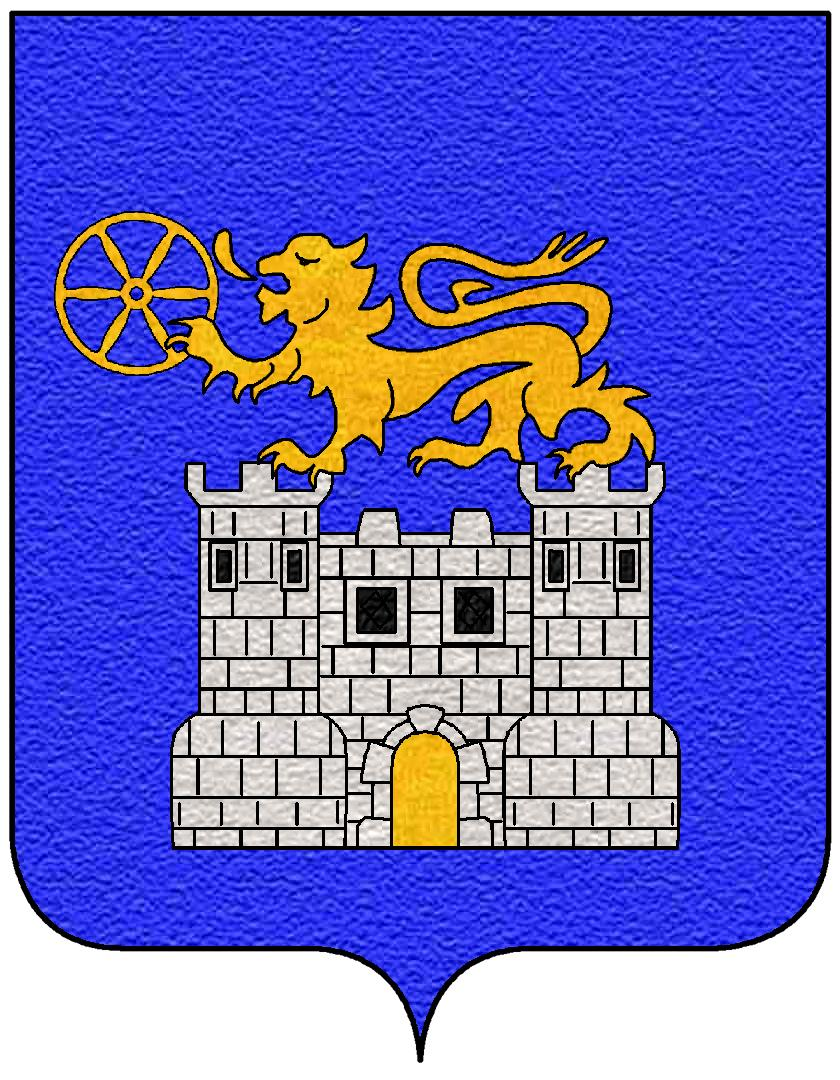
Armes.

Maffeo Albrizzi († 1643) est négociant de tableaux. Sa famille commence le négoce d'huile avec Chania. Elle met ses navires à disposition de la République dans les guerres contre les Turcs.
Un neveu de Maffeo, Antonio est mort à la guerre de Candie contre les Turcs tandis qu'un frère d'Antonio fut enterré en 1664 dans l'église Saint-Aponal. Ses fils Gianbattista, Antonio, Joseph, Alexandre et son fils furent faits citoyens de la cité en 1661 et le 31 mai 1667, en déboursant 100 000 ducats, admis au Maggior Consiglio. 
Ils donnèrent ensuite deux procurateurs de Saint-Marc et huit sénateurs.
En  1692, la famille Albrizzi devient l'unique propriétaire du palais de Sant'Aponal, devenu le palais Albrizzi.
En 1820, deux branches de la famille furent élevées au rang de comtes de l'empire autrichien.
L'arme des Albrizzi se compose d'un château maçonné d'argent à deux tours de même, sur lesquelles marche un Lion d'Or, qui tient une roue de même métal avec le pied droit de devant, le tout en champ d'azur.